# Marc'Antonio Ingegneri
Marc'Antonio Ingegneri (também grafado como Ingegnieri, Ingignieri, Ingignero, Inzegneri) (Verona, c. 1547 - Cremona, 1 de julho de 1592) foi um compositor e instrumentista italiano.
Não se sabe muito sobre sua vida. Provavelmente estudou com Cipriano de Rore em Parma, e Vincenzo Ruffo em Verona. Por volta de 1570 mudou-se para Cremona, e estabeleceu uma reputação lá como compositor, organista e instrumentista de cordas. Em 1581 se tornou mestre-de-capela da Catedral e, aparentemente, permaneceu nessa posição durante o resto de sua vida. Foi mestre de Claudio Monteverdi, importante compositor da transição para o período barroco.
Ingegneri era amigo íntimo de Dom Nicolò Sfondrato, mais tarde Papa Gregório XIV, que estava intimamente envolvido com a Contra-Reforma, e essa influência está presente em sua música, que geralmente mostra a simplificação e clareza do estilo de Palestrina. Na verdade, seu livro de 27 responsórios foi por muito tempo atribuído a Palestrina. No entanto, algumas de suas músicas ignoram completamente os preceitos contra-reformistas; mais notório é o moteto a quatro vozes Noe noe, um cânone duplo por inversão, em que seria necessário um ouvido muito aguçado para entender o texto - a inteligibilidade do texto foi uma demanda feita pelo Concílio de Trento para todos os compositores de polifonia sacra.
Suas missas são simples, curtas e relativamente homofônicas, muitas vezes superando Palestrina em clareza e simplicidade. Seus madrigais tendem a ser conservadores, francamente ignorando as inovações de compositores como Luzzasco Luzzaschi e Luca Marenzio que estavam experimentando com cromatismo vivo e a pintura de palavras na mesma época. Escreveu dois livros de missas, em 1573 e 1587, pelo menos três livros de motetos e oito livros de madrigais para 4-6 vozes.